# Tibetkönigshuhn

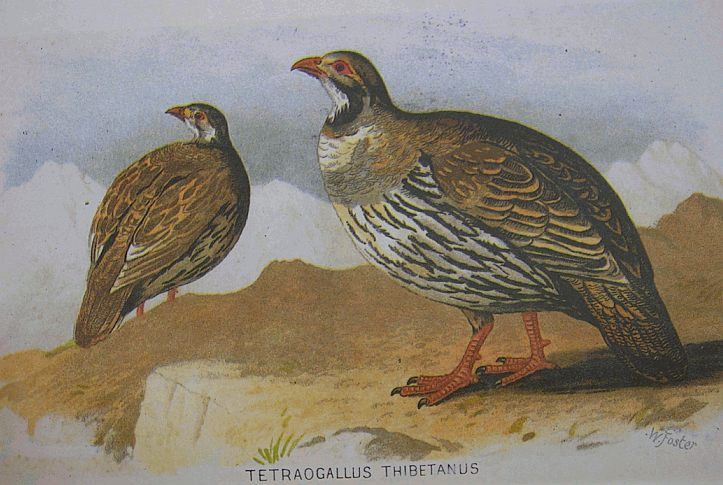

Das Tibetkönigshuhn (Tetraogallus tibetanus) auch Tibet-Königshuhn ist eine Vogelart aus der Gattung der Königshühner (Tetraogallus) in der Familie der Fasanenartigen (Phasianidae), die zu der Ordnung der Hühnervögel (Galliformes) gehören. Es ist ein Gebirgsvogel, der ganzjährig im Hochgebirge von Tibet, Bhutan, Nepal, Indien und Tadschikistan anzutreffen ist und ausschließlich am Boden lebt.
Auf Grund des großen Verbreitungsgebietes und der offensichtlich stabilen Population wird das Tibetkönigshuhn von der IUCN als nicht gefährdet eingestuft.

## Erscheinungsbild
Das Tibetkönigshuhn erreicht eine Körperlänge von 50 bis 60 Zentimetern. Es ist wie das Kaukasuskönigshuhn kräftig gebaut mit großem Kopf, dickem Hals und langem Schwanz. Der Geschlechtsdimorphismus ist nur gering ausgeprägt.
Bei den adulten Männchen sind die Halsseiten, der Hinterhals und die Kopfoberseite schwarzgrau. Der Vorderrücken und der Kragen haben einen rötlichen Anflug. Die übrige Körperoberseite ist grau mit einem feinen cremefarbenen Strahlenmuster. Auf dem Hinterrücken und dem Bürzel befinden sich kurze, weiße oder rötliche Längsstreifen, die von den Säumen der Federspitzen gebildet werden.
Hinter dem Auge verläuft ein breiter weißer Streifen von vier bis fünf Zentimetern Länge. Die Kehle und der Vorderhals sind weiß und vom Weiß der Vorderseite durch ein graues Band getrennt. Der untere Teil der Brust und der Bauch sind weiß mit einer Längszeichnung aus schwarzen Streifen, die von Federsäumen gebildet werden.
Adulte Weibchen sind insgesamt wie die Männchen gefärbt, allerdings ist die Brust bei ihnen weniger weiß.

## Verbreitung und Lebensraum

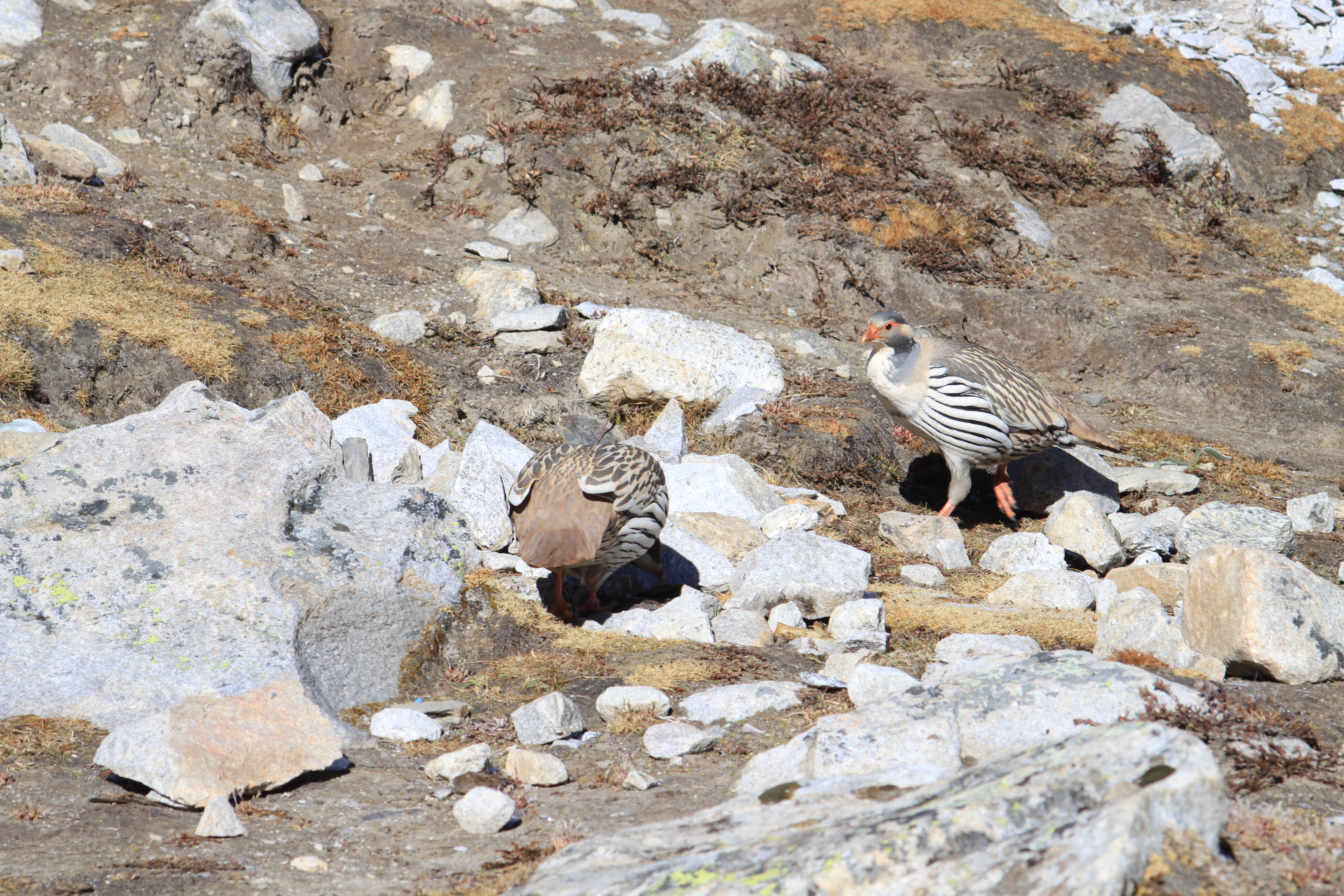
Tibetkönigshühner in Gorak Shep auf einer Höhe von 5.200 m

Das Verbreitungsgebiet des Tibetkönigshuhns erstreckt sich über den Pamir sowie das Hochland von Tibet und die angrenzenden Gebirgssysteme Kunlun Shan, Himalaya und Nan Shan. Wie die anderen Königshühner hält es sich an Gebirgshängen auf und unternimmt nur geringfügige jahreszeitliche Wanderungen. In schneereichen Wintern kommt es jedoch zu den unteren Hangabschnitten in Höhenlagen von 3.900 bis 4.000 Höhenmeter herab. Im Sommer hält es sich in ausgesprochenen Höhenlagen auf. So bewohnt es beispielsweise im Pamir während des Sommers Höhenlagen oberhalb von 4.300 Metern.

## Unterarten
Innerhalb des großen Verbreitungsgebiets werden sieben Unterarten anerkannt, die sich in ihrer Färbung geringfügig unterscheiden:
- T. t. tibetanus Gould, 1854: Verbreitungsgebiet Pamir, Karakorum, Ladakh und der nordwestliche Teil des Kunlun Shan
- T. t. tschimenensis Sushkin, 1926: Verbreitungsgebiet Kunlun Shan
- T. t. centralis Sushkin, 1926: Verbreitungsgebiet südliches Tibet
- T. t. przewalskii Bianchi, 1907: Verbreitungsgebiet Nordosttibet und Nan Shan
- T. t. henrici Oustalet, 1891: Verbreitungsgebiet Sino-Tibetische Berge
- T. t. aquilonifer Meinertzhagen, R. & Meinertzhagen, A, 1926: Verbreitungsgebiet Sikkim und die angrenzenden Teile des Himalaya
- T. t. yunnanensis Yang & Xu 1987 im Norden von Yunnan

## Lebensweise
Die Winternahrung der Tibetkönigshühner besteht aus Knospen und trockenen Stängeln von Primeln, Hornmelde, Leimkraut, Rispengras, Schafschwingel, Leimkraut, Fahnenwicke, Steinbrech, Fingerkraut, Fuchsschwanz und ähnlichen Alpenpflanzen. Im Sommer fressen sie auch grüne Blätter, junge Triebe und Blüten diverser Stauden. Im Herbst nehmen sie neben trockenen Pflanzenteilen auch in großer Zahl Wurzelstöcke und Knollen diverser Pflanzen zu sich.
Im Winterhalbjahr leben die Tibetkönigshühner in kleinen Trupps. Diese lösen sich im Frühjahr auf, so dass ab Anfang Mai die Vögel überwiegend paarweise zu beobachten sind. Die Eiablage scheint im gesamten Verbreitungsgebiet in der zweiten Maihälfte stattzufinden. Das Nest ist eine flache Mulde, die nur geringfügig mit Pflanzenteilen der Umgebung ausgepolstert ist. Es befindet sich inmitten der Felsen auf einer kleinen Fläche mit lehmigem Grund.
Das Vollgelege besteht aus vier bis sieben Eiern. Die Inkubationszeit ist nicht bekannt. Der Hahn hält sich während der Brutzeit in der Nähe des Nestes auf. Beide Elternteile sind an der Führung der Jungvögel beteiligt.

## Belege

### Einzelbelege
1. ↑  IUCN zum Tibetkönigshuhn, aufgerufen am 30. Mai 2013
2. ↑   Potapov & Fling, 1989, S. 84
3. ↑   Potapov & Fling, 1989, S. 85
4. ↑  Potapov & Fling, 1989, S. 87
5. ↑  Potapov & Fling, 1989, S. 86